# Antumi Toasijé
Antumi Toasijé, historiador i defensor del panafricanisme. La seva mare és la poeta afrocolombiana Laura Victoria Valencia Rentería que té els seus orígens familiars a Sierra Leona i el seu pare fou un sindicalista euroespanyol resident a Colombia. Vinculat a Guinea Equatorial, és especialista en cultura africana de la resistència (afrocentricitat), racisme i filosofia política panafricana, ha desenvolupat la seva activitat acadèmica i social principalment a Espanya.
Doctor en Història Cultura i Pensament per la Universitat d'Alcalá i professor lector de la Universitat de Nova York a Madrid, va obtenint el títol de Llicenciat en Història en la Universitat de les Illes Balears i posteriorment va iniciar estudis de doctorat en la Universitat Autònoma de Madrid.
En 2003 funda en Balears juntament amb un grup d'intel·lectuals africans i africà-descendents, l'Associació d'Estudis Africans i Panafricanisme, la revista africana dels quals NSIBIDI serà la primera revista d'estudis socials africà-centrada en Espanyol. En 2005 dirigeix el comitè científic del 2n Congrés Panafricà a Espanya amb l'auspici de la UNED. El 2019 va ser nomenat per la ministra d'Igualtat Irene Montero president del Consell per a l'Eliminació de la Discriminació Racial o Ètnica, CEDRE. Antumi Toasije és fundador i actual president del Centre Panafricà Kituo Cha Wanafrika, director del Centre D'Estudis Panafricans y director del blog www.wanafrika.org. Toasijé coordina també el moviment de reparacions per l'esclavitud hispànica i és membre del grup de treball la Sisena Regió d'Unió Africana. És també l'impulsor del Nou Calendari Universal NUCAL.
És coautor de diversos llibres sobre Migracions i temes africans, i ha escrit extensivament en mitjans especialitzats[4] i en mitjans divulgatius i en mitjans divulgatius.
Activista social i conferenciant habitual en universitats i institucions és generalment citat com a representant d'una generació panafricanista que es desembolica en l'àmbit de llengua castellana grup al qual pertanyen altres intel·lectuals com: Mbuyi Kabunda Badi o Justo Bolekia Boleká.

## Llibres
- Si em demanau pel Panafricanisme i L'Afrocentricitat En castellà, (2013)
- La nit inabastable (2019)
- Trenta temes d'Història, Política, Filosofia i Cultura d'Àfrica i les seves diàspores (2020)